# Wangen bei Olten
Wangen bei Olten är en ort och kommun i distriktet Olten i kantonen Solothurn, Schweiz. Kommunen har 5 539 invånare (2023).